# The Boston News-Letter
The Boston News-Letter est un journal hebdomadaire publié dans la colonie britannique du Massachusetts et dont le premier numéro paraît le 24 avril 1704. Largement subventionné par les autorités anglaises et relu avant chaque publication, il est considéré comme le premier journal à paraître dans la durée au sein des Treize Colonies. Fondé par John Campbell (en) qui l'édite jusqu'en 1722, il change plusieurs fois de propriétaire avant que sa publication ne cesse en 1776 en raison du départ des troupes britanniques de Boston, dans le contexte de la révolution américaine.